# Dodie Smith
Dorothy Gladys „Dodie“ Smith (* 3. Mai 1896 in Whitefield, England; † 24. November 1990 in Uttlesford, England) war eine englische Schriftstellerin und Drehbuchautorin.

## Leben und Wirken
Obwohl Dodie Smith schon viel früher Werke veröffentlichte, Schoolgirl Rebels (1915) unter dem Pseudonym „Charles Henry Percy“, Autumn Crocus (1931) unter dem Pseudonym „C. L. Anthony“ oder I Capture the Castle (1948), wurde sie erst mit dem 1956 geschriebenen Buch The Hundred and One Dalmatians, or the Great Dog Robbery (deutsch: Hundertundein Dalmatiner) infolge der Disney-Verfilmung Pongo und Perdita (engl.: One Hundred and One Dalmatians) 1961 berühmt.
1939 wanderte Smith nach Amerika aus und heiratete dort noch im selben Jahr den englischen Schauspieler Alec Beesley. Beesley war der Sohn von Lawrence Beesley (1877–1967), der 1912 den Untergang der Titanic überlebte und noch im selben Jahr sein Buch The Loss of the SS Titanic (deutsch: Tragödie der Titanic) veröffentlichte.

## Werke
- Dodie Smith: Der erste Frühlingstag. Lustspiel in 3 Akten (9 Bilder),  (Engl. Titel Call It a day.) Bartsch, Budapest, New York 1936.
- Dodie Smith: Hundertundein Dalmatiner. Aus dem Engl. von Wilhelm Höck, Zeichn. von Jochen Bartsch. Süddt. Verlag, München 1958.
- Dodie Smith: Spiel im Sommer. Aus dem Engl. von Christine Muth (Engl. Titel I Capture the Castle.) Büchergilde Gutenberg, Zürich 1959.
- Dodie Smith: Alles Glück dieser Welt. Aus dem Engl. von Tilla Schlenk. Benziger, Zürich, Köln 1974, ISBN 3-545-36175-6.
- Dodie Smith: Mein Sommerschloß. Aus dem Engl. von Stefanie Mierswa. Econ-und-List-Taschenbuch-Verlag, München 1999, ISBN 3-612-27675-1.
  - in neuer Auflage unter dem Titel Nur der Sommer zwischen uns beim Kampa Verlag, Zürich, in der Übersetzung von Stefanie Mierswa ISBN 978 3 311 30015 1

## Filmografie (Auswahl)
- 1944: Der unheimliche Gast (The Uninvited)